# コタン温泉

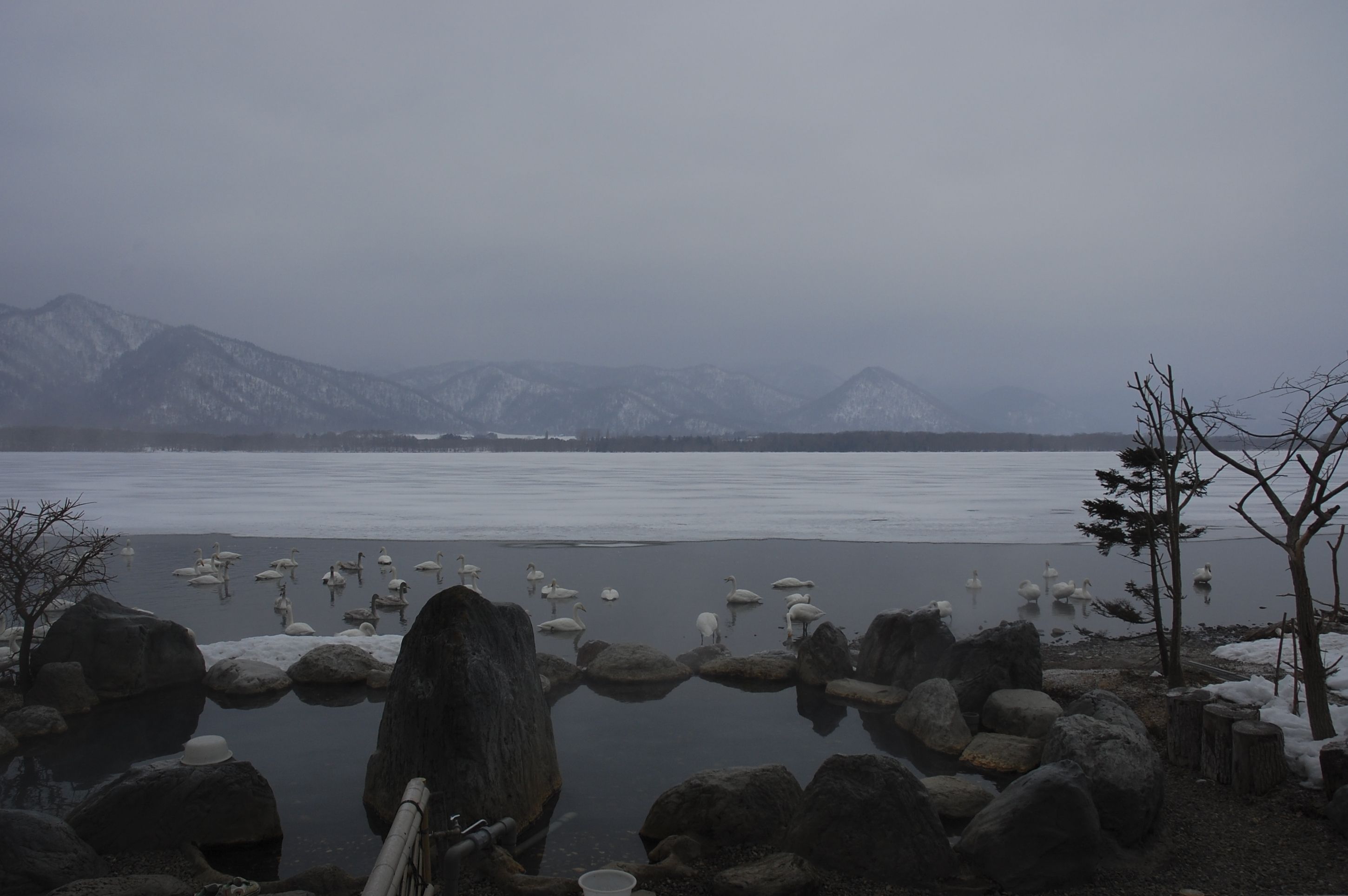
冬のコタンの湯。湖水が温かいためオオハクチョウが温泉脇に集まる

コタン温泉（コタンおんせん）は、北海道川上郡弟子屈町字屈斜路にある温泉である。屈斜路湖の南東の湖畔に位置し、「コタンの湯」では24時間無料での入浴が可能。温泉の名称は地名の古丹（コタン。アイヌ語で「村」の意）に由来する。

## 泉質
ナトリウム - 炭酸水素塩泉

## 温泉街
一帯はアイヌコタン集落となっており、「コタンの湯」の他に、「アイヌ民族資料館」やアイヌ民芸品店・レストラン・旅館・ペンションなどがある。有料の共同浴場があるほか、レストラン・ペンション・旅館にも温泉を持つ施設がある。

### コタンの湯
24時間無料入浴可能な露天風呂が1つある。脱衣場は男女別であり、風呂も岩で仕切られていて分かれてはいるが、湖畔にあり特に目隠し板などで仕切っていないことから周囲からは見えてしまう。水着着用可。無色透明、源泉掛け流しの岩風呂で、アイヌ民芸品店の店主が定期的に清掃・メンテナンスしているため概ね清潔である。
付近は夜間騒ぐこと、キャンプ、温泉内での飲食は行ってはならない旨が明記されている。

## 交通アクセス
- 自動車 - 北海道道52号屈斜路摩周湖畔線
- 鉄道 - JR北海道川湯温泉駅より阿寒バスを利用